# Mikula Brozić
Mikula Brozić, (Omišalj na Krku, oko 1525. – Omišalj, između 1580. i 1585.), hrvatski svećenik i glagoljaš. 

## Životopis
Prvi se put spominje u kolovozu 1548. kao svećenik (»Nic. s. Broxich presbiter«) kad je u nekom sporu pred biskupskim vikarom osuđen da plati svom protivniku 31 liru. Već 1549. njegovo je ime (»Nicolaus Brosich v. plebanus«) na prvom mjestu u zapisniku kanonske vizitacije u popisu omišaljskog svećenstva. Tada je obavljao dužnost župnika u Omišlju, a nakon 1549. u aktima i protokolima krčkoga biskupskog arhiva redovito se navodi kao plebanus. Istom ga je 6. IV 1560. mletački dužd izabrao za župnika, a 1563. taj je izbor potvrdio biskup. Brozić je 1560/61. boravio u Veneciji radi tiskanja glagoljskog brevijara. God. 1565. priznaje vizitatoru da ima jednu slavensku protestantsku knjigu tiskanu u Njemačkoj. Kao glagoljski notar bio je 1571. podvrgnut posebnom ispitu. Godine 1579. rektor je i omišaljskih kapela Svih svetih i Sv. Duha. Posljednji put spominje se 8. rujna 1579. kad je bio pred biskupskim sudom u Krku zbog nekih civilnih sporova, a 1585. više nema tragova o njegovom životu. Njegov Glagoljski Brevijar iz 1561. tiskan je na 543 lista, dvobojno (crno-crveno) u dva stupca, a dio početnih slova — glagoljskih i latinskih — ide kroz dva retka. Brevijar, u kojemu se nalaze i dva sitna drvoreza (kralj David i likovi Sv. Petra i Pavla), sadržava Psaltir s kanticima, Temporal, oficij Marijina pohođenja, Sanktoral, Komunal, misalske tekstove (Red mise, uzorke votivnih misa) i ritualne tekstove. Osim brevijara sačuvale su se i dvije Brozićeve notarske isprave (oporuka omišaljskog suca od 6. listopada 1569., prevedena na talijanski oko 1660., te isprava iz 1577., koja je prevedena na talijanski 1586.).